# Kuurne-Bruxelles-Kuurne 1964
La Kuurne-Bruxelles-Kuurne 1964, ventesima edizione della corsa, si svolse il 1º marzo su un percorso di 192 km, con partenza e arrivo a Kuurne. Fu vinta dal belga Arthur Decabooter della squadra  Solo-Superia davanti al britannico Tom Simpson e all'altro belga Frans Melckenbeeck.

## Ordine d'arrivo (Top 10)
| Pos. | Corridore              | Squadra               | Tempo    |
| ---- | ---------------------- | --------------------- | -------- |
| 1    | Arthur Decabooter      | Solo-Superia          | 5h12'00" |
| 2    | Tom Simpson            | Peugeot-BP-Englebert  | a 25"    |
| 3    | Frans Melckenbeeck     | Mercier-BP-Hutchinson | s.t.     |
| 4    | Leon Sebregts          | Labo-Dr. Mann         | s.t.     |
| 5    | Georges Van Den Berghe | Flandria-Romeo        | s.t.     |
| 6    | Gustaaf De Smet        | Wiel's-Groene Leeuw   | s.t.     |
| 7    | André Noyelle          | Labo-Dr. Mann         | s.t.     |
| 8    | Norbert Kerckhove      | Labo-Dr. Mann         | s.t.     |
| 9    | Etienne Vercauteren    | Labo-Dr. Mann         | s.t.     |
| 10   | Julien Gaelens         | Labo-Dr. Mann         | s.t.     |